# Rüdiger Vollborn
Rüdiger „Rudi“ Vollborn (* 12. Februar 1963 in West-Berlin) ist ein ehemaliger deutscher Fußballtorwart. Er ist mit 483 Pflichtspielen, davon 401 in der Bundesliga, Rekordspieler von Bayer 04 Leverkusen.

## Sportliche Laufbahn

### Vereinskarriere
Vollborn stand von 1983 bis 1999 401-mal für Bayer 04 Leverkusen in der Fußball-Bundesliga im Tor. Mit den Leverkusenern gewann er den UEFA-Pokal 1988 (0:3 und 3:0 n. V., 3:2 im Elfmeterschießen gegen Espanyol Barcelona). Vollborn bot eine überragende Leistung und hatte großen Anteil am Titelgewinn. 1993 gewann Vollborn ebenfalls mit Bayer Leverkusen den DFB-Pokal 1993.

### Auswahleinsätze
Durch den Sieg bei der U-18-Heimeuropameisterschaft 1981 qualifizierte sich die Elf des DFB um Vollborn auch für das globale Juniorenchampionat in diesem Jahr. In Australien gewann er mit der bundesdeutschen U-20-Nationalmannschaft den U-20-WM-Titel.
Auch wenn Vollborn kein A-Länderspiel bestritt, wurde er für die Europameisterschaft 1992 als dritter Torwart nominiert. Bei dieser EM gehörte der dritte Torwart jedoch nicht direkt zum Kader der Nationalmannschaft, sondern stand zum Abruf bereit.

## Berufliche Laufbahn
Nach Ende seiner aktiven Laufbahn arbeitete er zwölf Jahre lang als Torwarttrainer für Bayer 04 – zu Beginn im Jugendbereich, ab 2003 löste er Toni Schumacher als Torwarttrainer der ersten Mannschaft ab. Nach der Saison 2011/12 wurde er als Torwarttrainer von David Thiel abgelöst und ist seitdem als hauptamtlicher Fanbetreuer für Bayer 04 tätig.

## Trivia
Er ist bis heute der Rekordspieler von Bayer Leverkusen.
Als der spätere Torwart von Bayer 04, René Adler, im Jahre 2000 nach Leverkusen wechselte, nahm Vollborn den 15-Jährigen für vier Jahre bei sich zu Hause auf.
Sein Sohn Fabrice ist ebenfalls Torwart, er spielte unter anderem in der Regionalligamannschaft von Bayer 04 und war zuletzt für die SV Elversberg im Saarland aktiv.
Im Jahr 2004, zum 100-jährigen Vereinsjubiläum, wurde Vollborn in das Jahrhundertteam Bayer Leverkusens gewählt und später auch zum Ehrenspielführer ernannt. Seit März 2018 gehört er als Experte und Co-Kommentator zum Werkself Radio sowie dem Werkself Podcast an. Zudem verwaltet Vollborn das Archiv von Bayer 04.